# Pink Razors
Pink Razors is het vierde studioalbum van de Canadese poppunkband Chixdiggit. Het werd uitgegeven op 19 april 2005 door Fat Wreck Chords en was daarmee de eerste uitgave van de band via dit label. De band had hiervoor al twee studioalbums via Honest Don's Records laten uitgeven, een sublabel van Fat Wreck Chords. Het album werd in Europa uitgegeven door het Zweedse Bad Taste Records.

## Nummers
Track 14 bestaat uit slechts een minuut stilte. De track die daarna komt bevat commentaar van de bandleden en duurt bijna een halfuur. De band praat onder andere over het opnameproces en hun inspiraties voor het album.
1. "Welcome to the Daiso" - 1:41
2. "I Remember You" - 2:33
3. "Get Down" - 0:31
4. "You're Pretty Good" - 1:48
5. "Geocities Kitty" - 1:57
6. "J Crew" - 2:10
7. "Good Girls" - 2:05
8. "Earthquake" - 0:56
9. "Koo Stark" - 2:22
10. "C.G.I.T." - 2:44
11. "Jimmy the Con" - 2:05
12. "Paints Her Toenails" - 3:03
13. "Nobody Understands Me" - 1:51
14. ongetiteld  - 0:59
15. ongetiteld - 27:23

## Band
- K. J. Jansen - gitaar, zang
- Mike McLeod - basgitaar
- Mark O'Flaherty - gitaar
- Jason Hirsch - drums